# Parco naturale regionale dell'Aveto

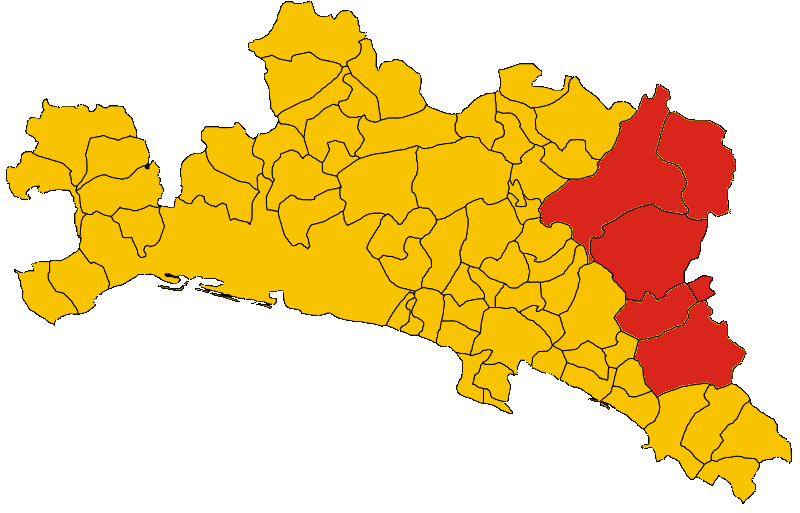
I comuni del parco

Il parco naturale regionale dell'Aveto è un'area naturale protetta della città metropolitana di Genova, in Liguria. Fu istituito nel 1995 come parco naturale regionale ed è compreso nei comuni di Santo Stefano d'Aveto, Rezzoaglio, Borzonasca, Mezzanego e Ne, per una superficie complessiva di 3.018 ettari.
Il parco copre una delle aree naturalisticamente più importanti dell'intero Appennino ligure. È stato istituito per proteggere una grande varietà geologica, faunistica e floristica, ma anche per conservare l'impronta antropica del luogo.

## Dati generali

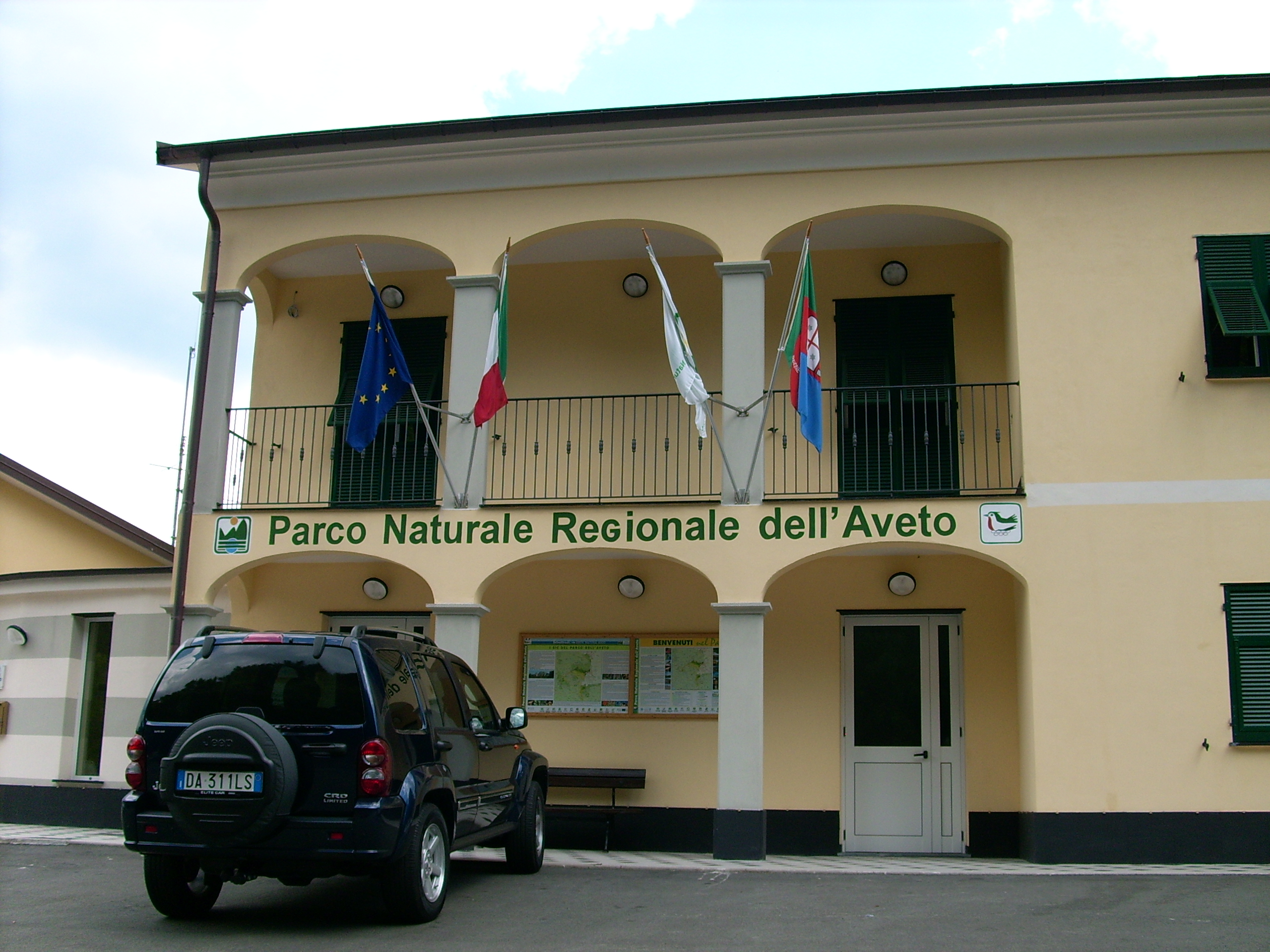
La nuova sede dell'ente parco spostata da Borzonasca a Rezzoaglio

Il parco comprende, in parte o totalmente, i comuni di Borzonasca, Mezzanego, Ne, Rezzoaglio, sede dell'ente di gestione del parco, e Santo Stefano d'Aveto.
Con un'area totale di 3.018 ha è suddiviso nelle seguenti sezioni:
- Riserva Generale Orientata (RGO): 1.340 ha;
- Aree di protezione (AP): 1.606 ha;
- Aree di Sviluppo (AS): 45 ha;
- Monumento Naturale (MN) 27 ha.

L'area contigua al parco si estende per 2.670 ha.

## Storia

Ponte sul torrente Gramizza, vicino a Santo Stefano d'Aveto.

La storia del territorio circostante al parco è molto antica. Le prime tracce umane risalgono infatti a circa 7000 anni fa, quando gli uomini provenienti dal mare iniziarono a praticare la caccia e a creare ampi spazi per il pascolo del bestiame, disboscando grandi abetine e dando così origine alla competizione tra abeti e faggi, vinta dai secondi anche grazie a fattori climatici favorevoli. L'area fu colonizzata a fatica dai Romani per via della belligeranza dei Liguri.
I primi documenti storici scritti risalgono al Medioevo e sono testi relativi alla gestione e alla donazione di proprietà terriere. Attorno all'anno 1000 i monaci della basilica di San Pietro in Ciel d'Oro insegnarono il Vangelo e nuove tecniche agricole alla popolazione locale, fecero bonifiche ad alcuni territori e iniziarono numerose coltivazioni.
Dopo un susseguirsi di importanti signorie nel controllo delle valli (tra cui i Malaspina, i De Mileto e i Fieschi), la soppressione dei feudi imperiali avvenuta nel 1797 consegnò i territori alla Repubblica di Genova. Durante il Risorgimento l'area del parco seguì le sorti di Genova e, in seguito, dell'Italia unita.
Durante la seconda guerra mondiale l'area fu il fulcro della lotta partigiana della Riviera di Levante, contribuendo poi alla lotta finale scendendo verso i paesi della costa.
Nel 1995, con la legge regionale n. 12/1995, viene creato il parco naturale con la denominazione ufficiale di Parco naturale regionale dell'Aveto. Da allora non sono state effettuate modifiche ai confini come inizialmente stabiliti.

## Le valli del parco
Nell'area del parco, considerando anche l'area contigua, sono presenti parti di tre valli, morfologicamente diverse tra loro nonostante la vicinanza.

### Val d'Aveto

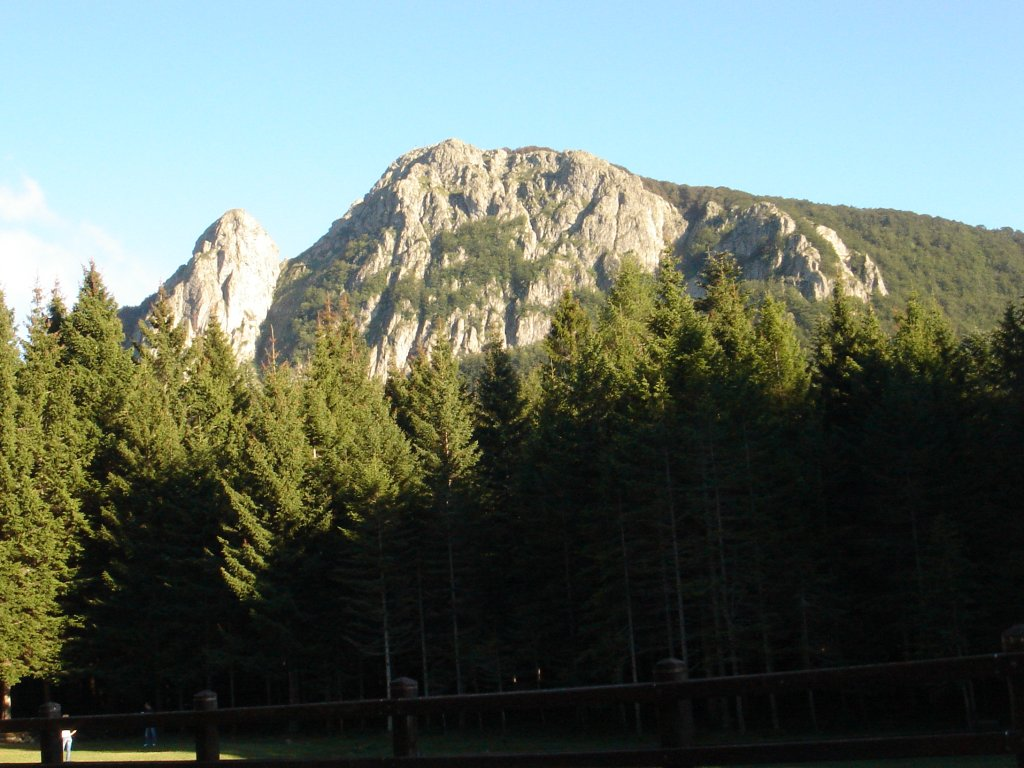
Caratteristica vista del monte Penna.

Monte Maggiorasca, la cima più alta del parco e della provincia di Genova.

La val d'Aveto, attraversata dall'omonimo fiume, è circondata da alcune delle montagne più alte dell'Appennino Ligure, tra cui i monti Maggiorasca, Penna, Groppo Rosso e Aiona. La valle è caratterizzata da paesaggi di alta montagna e vi si trovano spesso pascoli immersi in vaste faggete. Le attività umane legate all'allevamento bovino hanno inciso molto sulla conformazione del territorio.
È una delle principali mete turistiche dell'entroterra del Tigullio, d'estate per il clima fresco, d'autunno per la raccolta dei funghi e d'inverno per i praticanti dello sci (di fondo, alpinistico ed escursionistico). La valle è formata dal fiume Aveto e da numerosi affluenti di carattere torrentizio e spesso poco estesi; tra i maggiori vi è comunque il torrente Gramizza.

### Valle Sturla
La valle Sturla nel suo tratto iniziale presenta prima pascoli e castagneti, in seguito noccioleti, orti e oliveti. Il torrente che l'attraversa, lo Sturla, sfocia poi nel torrente Lavagna vicino al mare; la valle presenta così una grande varietà paesaggistica in pochi chilometri, prima con sorgenti e paesaggi montani, poi quasi con un clima e un paesaggio mite, tipico della zona costiera. Il torrente Sturla, che dà il nome alla valle, è da sempre sfruttato per la produzione di energia elettrica; ne è un esempio l'invaso di Giacopiane, situato tra prati e boschi e meta anch'esso di turisti.

### Val Graveglia
La val Graveglia è, delle tre valli, quella con la storia più particolare, sia antica che recente. Infatti caratteristiche formazioni rocciose e geologiche hanno arricchito il suolo di minerali, creando un particolarissimo ambiente.
Allo stesso tempo è chiara l'impronta antropica sullo stesso ambiente: si trovano infatti varie cave e miniere che sfruttano da moltissimi anni le risorse del terreno. La valle è meta di geologi e speleologi, ma anche di numerosi turisti. Nella Val Graveglia rimane ben conservato l'ambiente rurale dei prodotti tipici derivanti da olivi, vigne, castagni e ortaggi, ma anche dei piccoli e caratteristici paesini. Il torrente Graveglia, che attraversa la valle, sfocia nel torrente Lavagna ed ha come maggior affluente il Reppia.

## Flora

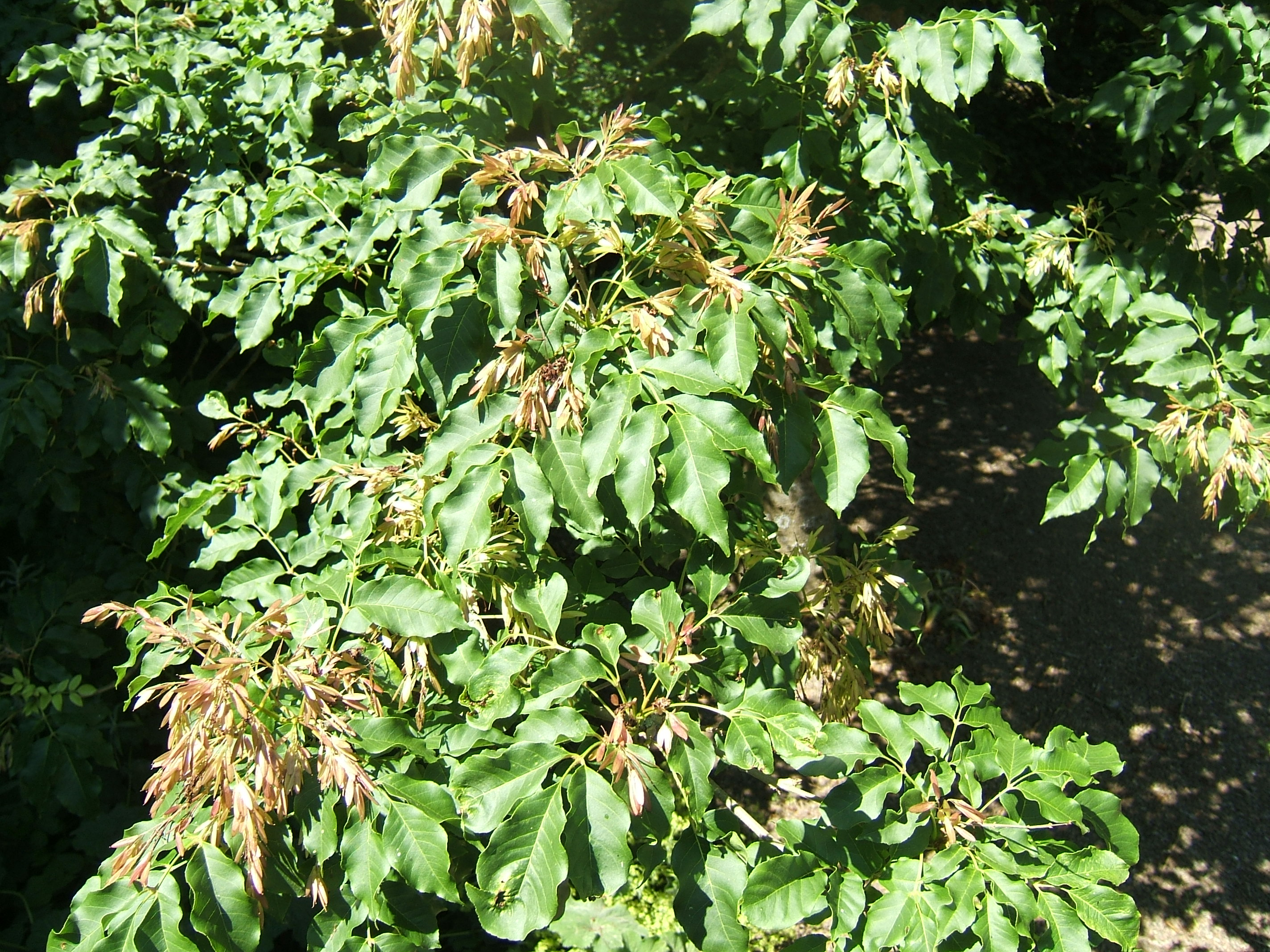
L'Orniello (Fraxinus ornus) è presente nel parco vicino ai fiumi e alle zone umide.

Grazie alla grande varietà di terreni, ambienti e microclimi nel parco si è potuta sviluppare una grande ricchezza floristica.
Nel corso dei secoli l'uomo ha però modificato per buona parte gli ambienti delle tre valli, soprattutto per avviare piantagioni o per allevare il bestiame. Sono infatti numerosi i prati, i pascoli, le fasce terrazzate, i castagneti e i noccioleti. Nei boschi naturali, anch'essi rimaneggiati nel tempo, possiamo trovare faggi, querce, carpini e ornielli; attorno ai fiumi si trovano anche salici e ontani.
Nel parco, grazie alla legge regionale 4/1999, sono presenti numerosi alberi monumentali: il Cipresso di Borzone e il Castagno del Poggio (comune di Borzonasca), la Roverella di Gòsita (comune di Ne), la Sequoia gigante di Allegrezze (comune di Santo Stefano d'Aveto) e il Faggio del Monte Zatta o Faggio 40 (comune di Mezzanego); quest'ultimo è crollato nel 2005 per un attacco da parte di funghi.
Nel parco vi sono 39 entità endemiche o subendemiche tra cui la Primula marginata, l'Aquilegia alpina, il Phyteuma scorzonerifolium, la Robertia taraxacoides, la Viola calcarata subsp. cavillieri, la Pedicularis adscendens e la Genista salzmannii. Vi sono poi numerosi relitti glaciali (di origine boreale o alpina) insediatisi sull'Appennino Ligure durante le glaciazioni quaternarie e ancora oggi viventi in isolate località, come la Woodsia alpina, l'Asplenium adulterinum, alcune specie del genere Sphagnum, la Pulsatilla alpina subsp. millefoliata, la Lycopodiella inundata, l'Aster alpinus, il Doronicum austriacum, la Soldanella alpina, la Viola biflora, l'Eriophorum scheuchzeri, il Trichophorum caespitosum e le piante carnivore Drosera rotundifolia e Pinguicula vulgaris; infine devono essere citate alcune specie montane, a diffusione prevalentemente appenninica centro-meridionale che in Liguria risultano rare o rarissime come la Carex ferruginea subsp. macrostachys, il Doronicum columnae, l'Arenaria bertolonii e la Pedicularis comosa.
Vi sono infine arbusti riusciti a sopravvivere alla prepotenza di altre piante, come il bosso e la felcetta lanosa, grazie alla presenza di terreni ad alto contenuto in magnesio e perciò tossici; una delle zone più importanti dove si sono conservati maggiormente è il Monte Bossea, che deve infatti il suo nome alla presenza di una ricca bosseta, ovvero di un bosco di bossi.

## Fauna
Una grande presenza di aree boschive ha dato, sia nel passato che nel presente, la possibilità del crearsi di una grande biodiversità; la fauna del parco è quella caratteristica dell'Appennino.
Le specie di maggior richiamo turistico presenti nel parco sono sicuramente il lupo appenninico e il capriolo entrambi auto-reintrodottosi nel parco di recente e unici rappresentanti dei grandi mammiferi.

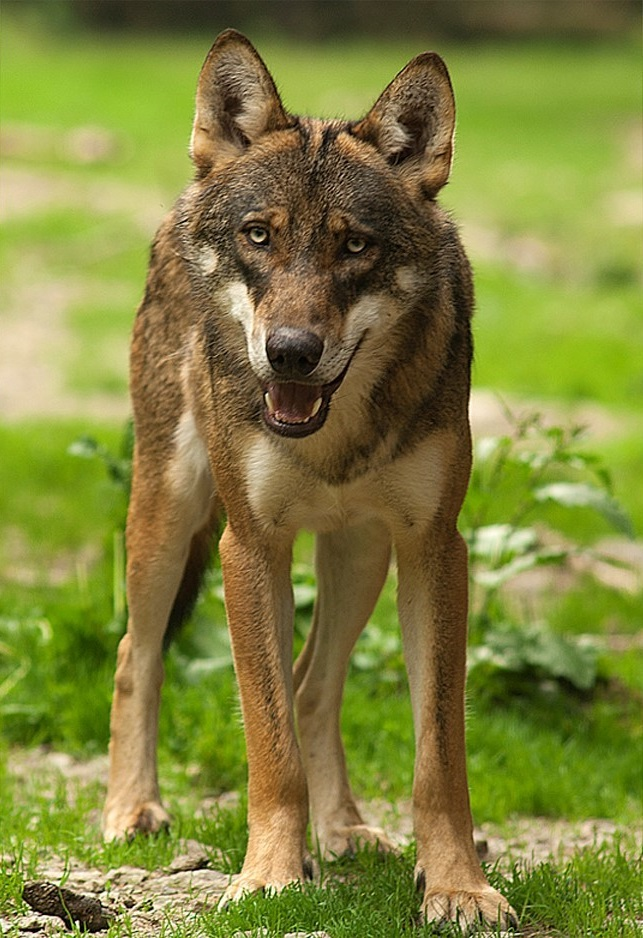
Il lupo appenninico (Canis lupus italicus) è ritornato a popolare il parco

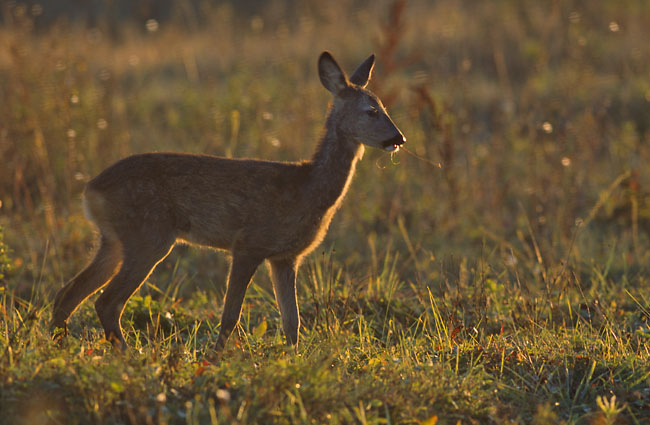
Il capriolo (Capreolus capreolus) è presente in buon numero nei boschi del parco

### Mammiferi
Il lupo è ritornato a popolare l'areale del parco solo recentemente e grazie al parco e all'Appennino ligure sta pian piano riconquistando anche le Alpi. Il ritorno del lupo è stato permesso solamente dalla presenza del capriolo la principale preda nel parco del lupo. Sempre riguardo al capriolo va detto che negli ultimi anni è stato effettuato un ripopolamento per garantire un maggiore equilibrio nella zona. Sono presenti anche cinghiali, volpi, faine, scoiattoli in gran numero. In misura minore sono invece tasso, puzzola e lepre; tra i micromammiferi si annoverano ghiri, talpe, moscardini e arvicole, delle nevi e campestri. È inoltre presente un nutrito branco di cavalli rinselvatichiti.

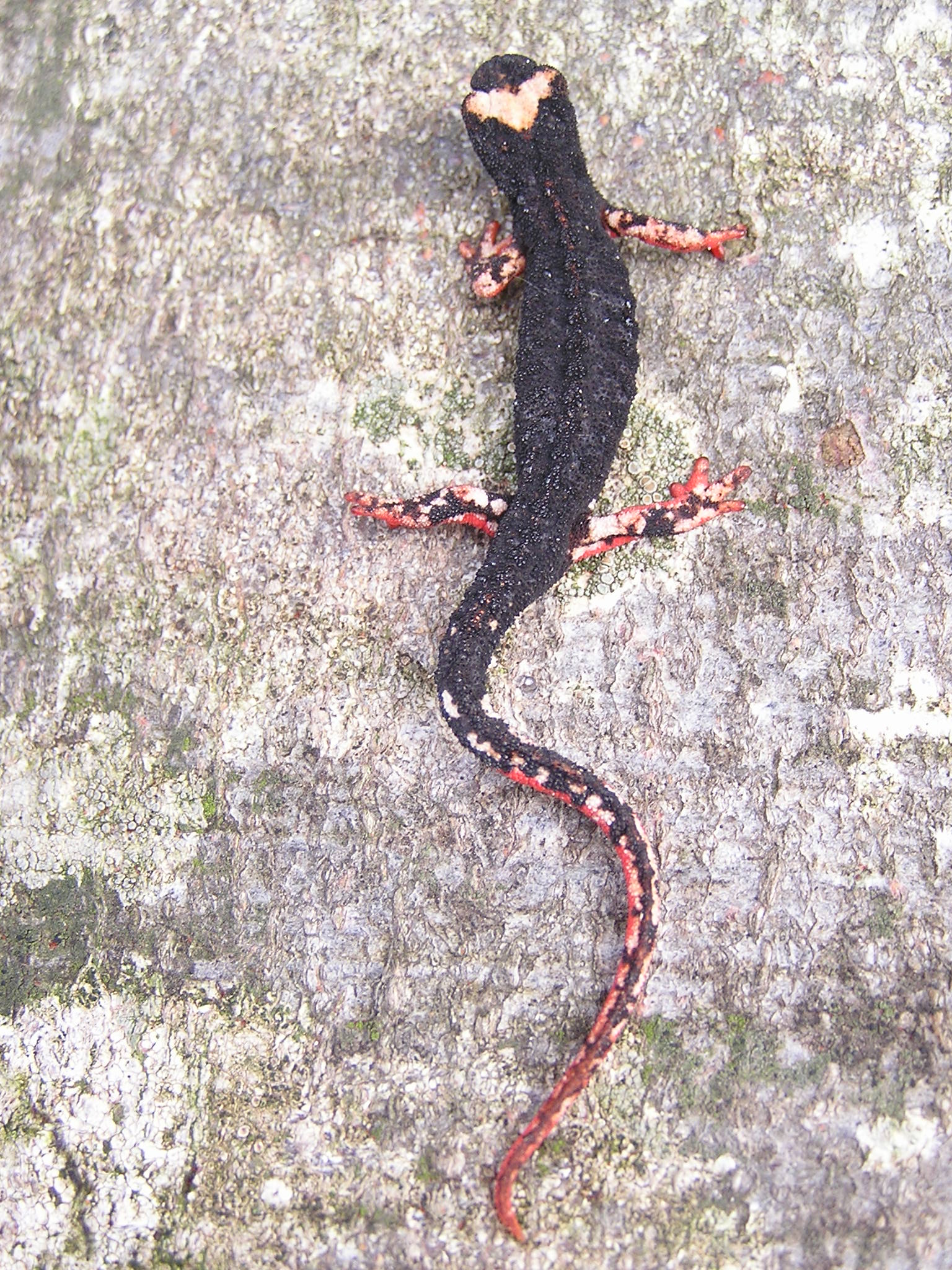
La Salamandrina dagli occhiali (Salamandrina terdigitata)

### Uccelli
Tra gli uccelli quelli di maggior rilievo sono l'aquila reale, l'astore, il biancone, il gheppio e la poiana, ma anche codirossi, rondini montane, fringuelli, ballerine bianche, cardellini, ghiandaie, upupe, cuculi e tordi; in totale comunque le specie nidificanti sono più di sessanta. Il gran numero di specie avifaunistiche è stato permesso anche grazie alla varietà di microclimi presenti nel parco.

### Anfibi e ittiofauna
Tra gli anfibi, grazie alla presenza di numerose zone umide si classificano la salamandrina dagli occhiali, un curioso endemismo degli Appennini, Geotritoni e la Rana temporaria. La buona qualità dell'acqua dei fiumi che ha garantito lo sviluppo degli anfibi è assicurata dalla presenza del gambero di fiume che vive solo nei fiumi dove l'acqua è più limpida e incontaminata.

## Geologia e geomorfologia
La conformazione del parco così come la si vede ora è il risultato di grandi movimenti tettonici, dovuti alla orogenesi degli Appennini settentrionali e di eventi successivi legati alle glaciazioni quaternarie con la formazione di piccoli laghi di origine glaciale, intramorenici. Il Monte Aiona e Penna sono composti da rocce del gruppo delle ofioliti, spesso chiamate rocce verdi, che originariamente costituivano il fondale basaltico di un antico bacino oceanico mesozoico.
Data la grande peculiarità geologica dei luoghi esistono due sentieri chiamati Sentiero Ofiolitico, che passano attorno al Monte Cantomoro, e il Sentiero Carsologico creati appositamente per la vista degli aspetti geologici presenti nel parco.
La zona di più grande interesse geologico del parco è comunque in Val Graveglia dove vi sono numerosissimi tipi di rocce anche di natura diversa come calcari, diaspri, argille, arenarie spesso associate ad ofioliti e costituenti la copertura sedimentaria del fondale oceanico.
Si rinvegono anche vari minerali manganesiferi tra cui sono degni di nota braunite, reppiaite e tinzenite, oltre a calcite. La presenza di questi minerali metalliferi nel passato ha sviluppato l'industria d'estrazione mineraria; infatti nella valle sono presenti ancora oggi molte cave e miniere.
Di strutture minerarie aperte ne rimane però soltanto una: la Miniera di Gambatesa, uno dei più ricchi giacimenti europei di manganese, oggi convertita in museo.
Altra zona di grande interesse geomorfologico è la Dolina di Pian d'Oneto, una grande conca con prati ed acquitrini, dotata di un inghiottitoio attivo profondo qualche metro.

## Zone umide
Nel parco vi sono numerose zone umide che hanno permesso la creazione di habitat ed ecosistemi molto vari. All'interno del parco si trovano numerosi corsi d'acqua di montagna dove la buona qualità è, come già detto, "assicurata" dalla presenza del gambero di fiume. Di grandissima rilevanza sono i laghetti glaciali; questi piccoli laghi si trovano nell'area compresa tra il monte degli Abeti e il Groppo Rosso, dove antichi ghiacciai ora sciolti hanno creato conche che costituiscono l'invaso di numerose zone umide. L'insediamento di questi laghi è stato permesso anche grazie all'impermeabilità del terreno ed agli sbarramenti morenici. Si sono venuti così a creare una serie di piccoli laghi e stagni che hanno permesso il proliferare di anfibi e specie floristiche acquatiche e la creazione della Riserva Naturale Orientata delle Agoraie.
Un'altra zona umida di grande interesse è il lago di Giacopiane, un lago artificiale degli anni venti creato per la produzione di energia elettrica.

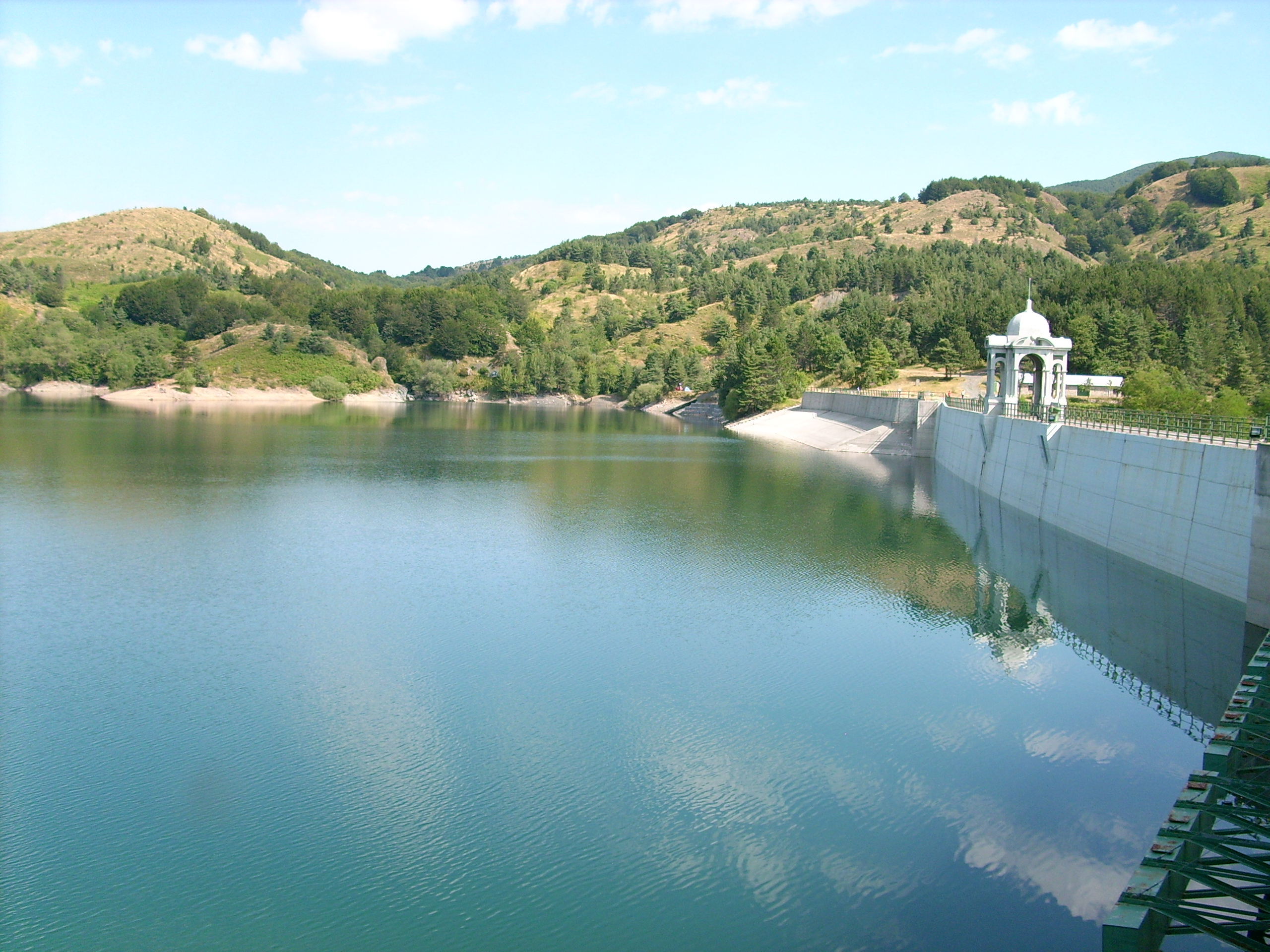
Il lago artificiale di Giacopiane presso Borzonasca
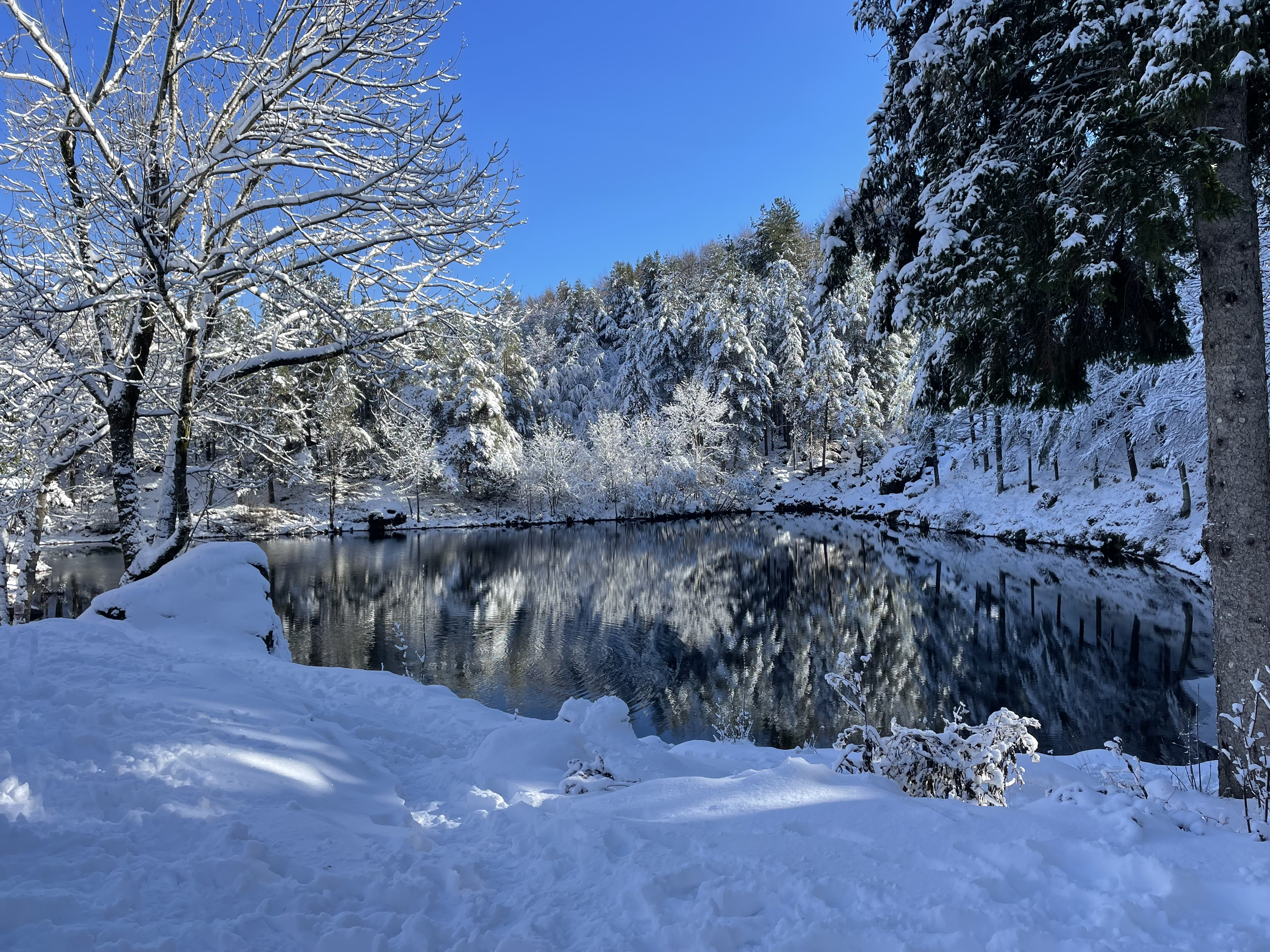
Il lago delle Lame presso Rezzoaglio

## Luoghi d'interesse

### Naturale
- I Laghetti Glaciali: vedi Zone umide. Tra i più interessanti di essi vi è il lago delle Lame situato nella Foresta demaniale omonima.
- Monte Penna: il secondo monte più alto del parco con i suoi 1.735 metri è comunque il più noto e peculiare soprattutto per la sua forma rocciosa. Il versante ligure (ovvero quello inserito nel parco) è ricoperto da un faggeto, la Foresta Demaniale del Monte Penna. La sua posizione e la sua altezza rilevante permettono a chi giunge alla sua cima di avere una vista panoramica che spazia dalla Pianura Padana fino alle Alpi da una parte e dall'Appennino fino al Mar Ligure dall'altra.
- Faggeta di Monte Zatta: è considerata una delle più belle faggete della Liguria.
- Lago di Giacopiane: lago artificiale situato in mezzo ai boschi del parco.

### Artistico e culturale

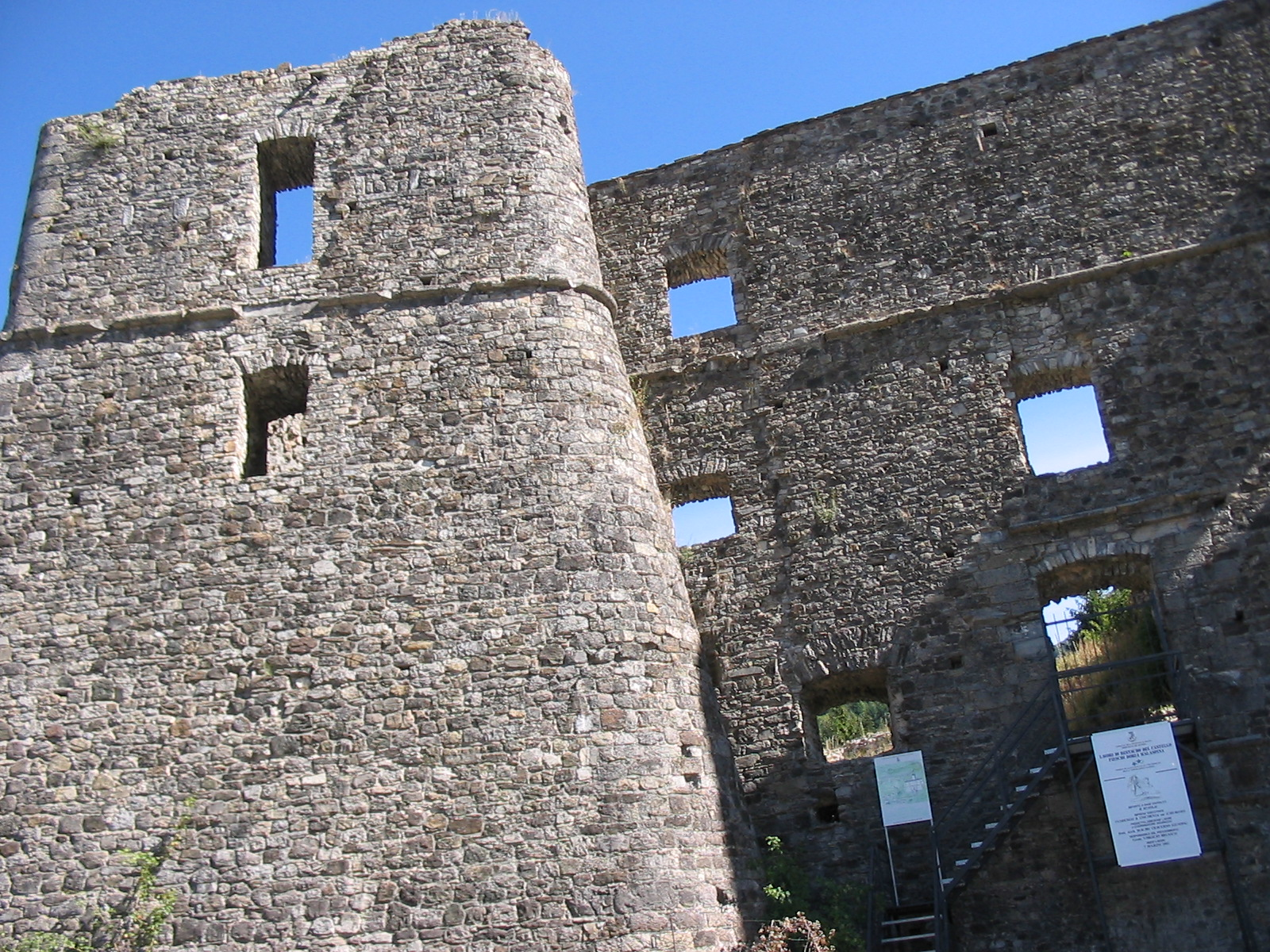
Il Castello di Santo Stefano d'Aveto

- Abbazia di Borzone: secondo un'iscrizione risalente al 1244 ma molto probabilmente risalente al VII secolo; l'abbazia è situata nel comune di Borzonasca ed è costruita su un colle dal quale si gode di un'ottima vista.
- Miniere della Val Graveglia: per il mantenimento della memoria storica delle numerose miniere estrattive presenti nella valle il Parco ha recentemente concluso un progetto di recupero e restauro delle cave. Sempre per gli stessi motivi è stato creato un museo mineralogico a Reppia.
- Castello di Santo Stefano d'Aveto: situato al centro del paese di Santo Stefano d'Aveto e costruito nel 1164 dai Malaspina come controllo del valico verso la Pianura Padana; è stato recentemente restaurato ed è ora visitabile.

## Vie di comunicazione
Nessuno dei comuni del parco è servito direttamente da caselli autostradali; comunque per giungere alla parte inferiore del parco dalla costa i caselli autostradali più vicini sono quelli di Chiavari per chi viene da Genova e di Lavagna per chi invece viene dalla Spezia, entrambi sulla A12. La stessa cosa vale per le ferrovie.
La viabilità transita principalmente sulle seguenti strade provinciali:
- S.P. 586 della Val d’Aveto;
- S.P. 26 bis del Passo del Bocco;
- S.P. 654 della Val di Nure;
- S.P. 56 di Barbagelata;
- S.P. 23 della Scoglina.

### Sentieri
Nel parco si trova un tratto dell'Alta Via dei Monti Liguri che attraversa il parco da est a ovest o viceversa (ripercorre infatti parallelamente l'intera linea costiera ligure). Si trovano anche molti sentieri utilizzati per il trekking e le escursioni. Tra questi sentieri ve ne sono numerosi ad "anello" attorno ai monti con ottime vedute; i principali sono gli anelli dei monti Bossea, Aiona, Zatta, Ramaceto e Penna.

## Sport e attività praticabili
Nel parco è possibile fare numerosi sport e moltissime attività; non è consentita, ovviamente, la caccia.
Tra le attività e sport più praticati vi sono:
- Sci: alpinistico, di fondo ed escursionistico, sulle montagne più alte;
- Trekking ed escursionismo attraverso numerosi sentieri di varie difficoltà;
- Mountain biking, utilizzando gli stessi sentieri.
- Ma anche Equitazione, Alpinismo, Canottaggio, Pesca ed attività relative alla Speleologia

L'Ente Parco offre anche alcuni servizi di didattica, accompagnamento escursionistico ambientale ed educazione ambientale. Nel parco è presente anche una biblioteca.

## Gastronomia
Il territorio presenta numerose tradizioni culinarie che anche i ristoranti più attenti della zona stanno pian piano riscoprendo; si possono gustare, oltre ai tipici piatti della cucina ligure, la baciocca (torta di patate "quarantine", una varietà esclusiva locale), i micotti (a base di farina di mais), la torta di riso, il castagnaccio o la patun-a (a base di farina di castagne), la puta (una specie di purè fatto anch'esso con farina di castagne, accompagnato da latte freddo), i testaieu (focacce di grano cotte in speciali testetti di terracotta), il formaggio San Sté (cacio stagionato, è tipico della Val d'Aveto, prodotto con latte di mucca) ed infine il prebugiùn (preparato con cavoli, patate ed erbette di campo). Tra le specialità dolciarie va segnalata la pinolata ed i canestrelli di S. Stefano d'Aveto e le rotelle di Borzonasca.
Nelle aree montane si riescono ad acquistare ancora oggi i prodotti tipici direttamente dai produttori.